# 黑鯪脂鯉
黑鯪脂鯉（学名：Prochilodus nigricans）為輻鰭魚綱脂鯉目脂鯉亞目鯪脂鯉科的其中一個種，分布於南美洲亞馬遜河、托坎廷斯河流域，體長可達37公分，棲息在河川底中層水域，生活習性不明，可做為食用魚、觀賞魚及養殖魚。